# Wen Ho Lee
Wen Ho Lee (tiếng Trung: 李文和; Hán-Việt: Lý Văn Hòa; sinh ngày 21 tháng 12 năm 1939) là một khoa học gia người Mỹ gốc Đài Loan, là nhân viên của Đại học California tại Phòng thí nghiệm Quốc gia Los Alamos bị quy là ăn cắp điều bí mật về các vũ khí hạt nhân Mỹ cho Cộng hòa Nhân dân Trung Hoa vào tháng 12 năm 1999. Sau khi các người điều tra nghiên cứu bãi bỏ những điều tố cáo này, chính phủ bắt đầu cuộc điều tra nghiên cứu mới và buộc tội Lee về lạm dụng dữ liệu bị hạn chế; ông nhận tội đó do thỏa thuận điều đình (plea bargain).

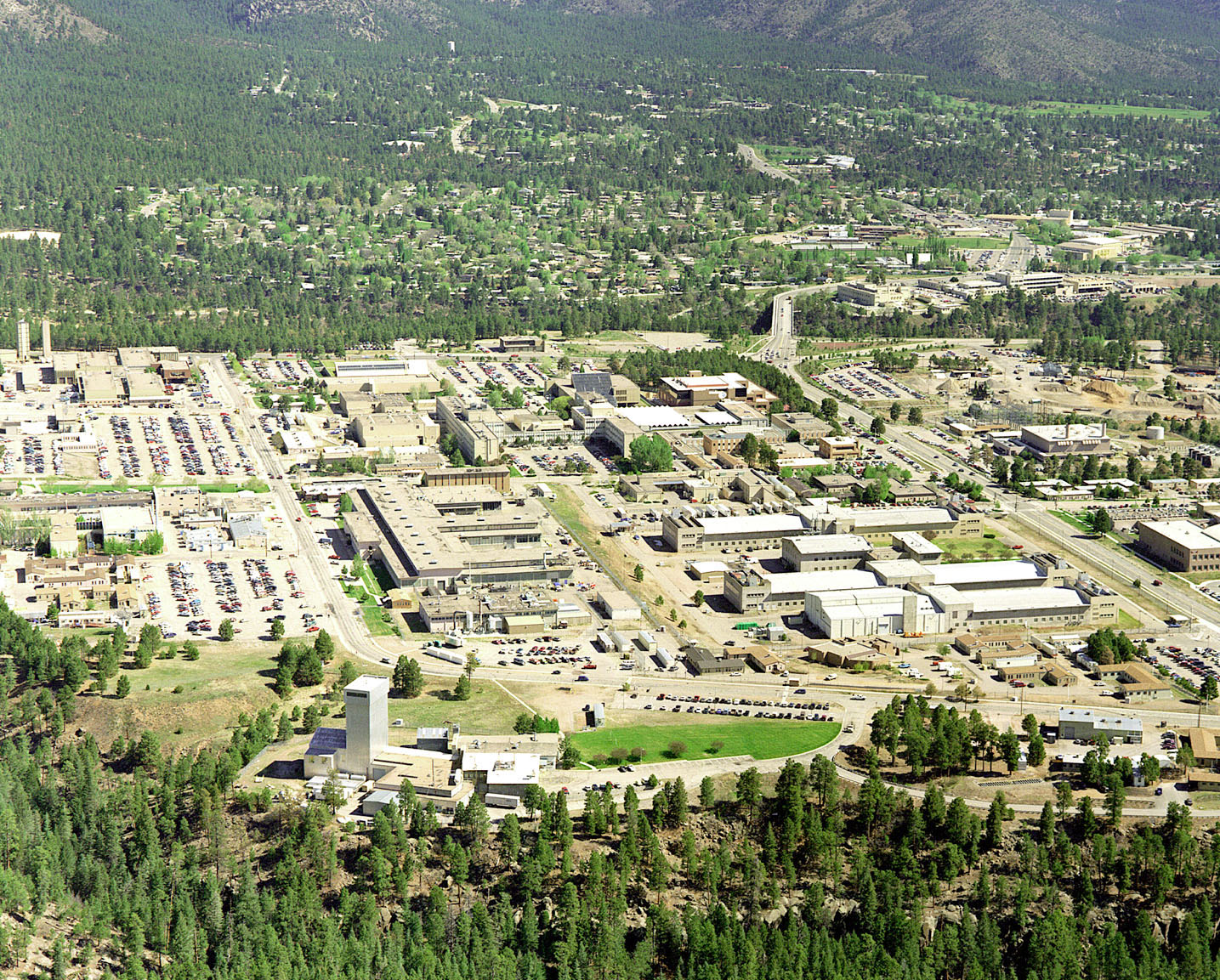
Phòng thí nghiệm Quốc gia Los Alamos năm 1995

Vụ Lee được so sánh với vụ Dreyfus, và nhiều người coi nó là thí dụ điển hình về độ nguy hiểm về cá nhân khi cả chính phủ và báo chí liên hiệp để chống lại một người. Tuy nhiên, có người chỉ ra là Lee sao chép những điều bí mật quốc gia bất hợp pháp, bao gồm tải 40 tập tin xuống máy tính công cộng ở Đại học California tại Los Angeles (UCLA), và đoán rằng, dù mà ông không bán những điều bí mật này ở thị trường chợ đen, ông vẫn có thể giữ nó như "bảo hiểm", để bán nó hễ bị đuổi. (Ông bị dọa đuổi vào năm 1996.)
Các người ủng hộ Lee trả lời rằng người ta không đáng liều bị tử hình chỉ để giữ công việc. Họ cũng cho rằng Lee bị kỵ thị vì có gốc Hoa; họ chỉ ra là những nhân viên kia của phòng thí nghiệm mà cũng vi phạm thủ tục như ông không mất công việc và không bị nghi ngờ về phản bội. Ngoài ra, Lee sinh trưởng ở Đài Loan, dưới chính phủ Trung Hoa Dân Quốc, và không bao giờ là dân Cộng hòa Nhân dân Trung Hoa. Tuy nhiên, ông đã gặp hai lần với nhà khoa học từ CHNDTH, cho nên các người điều tra nghiên cứu tưởng ông là gián điệp CHNDTH thay vì gián điệp THDQ.
Ngày 3 tháng 6 năm 2006, chính phủ liên bang Hoa Kỳ và năm hãng tin tức – ba tờ báo The Washington Post, Los Angeles Times, và The New York Times, đài TV ABC News, và Associated Press – tuyên bố rằng họ sẽ bồi thường cho Lee 1,6 triệu đô la cùng nhau để dẹp chuyện mà chính phủ vi phạm quyền riêng tư của ông khi lộ ra tên ông.